# Nerva
Marco Coceio Nerva (em latim: Marcus Cocceius Nerva; 8 de novembro de 30 – 27 de janeiro de 98) foi imperador romano de 96 até a sua morte em 98.
Este reputado senador  esteve ao serviço do Império durante os reinados de Nero, Vespasiano, Tito e Domiciano. Com Nero foi membro do séquito imperial e desempenhou um papel de destaque na descoberta de uma conspiração contra o imperador, orquestrada pelo senador Caio Calpúrnio Pisão (65). Foi recompensado com dois consulados, com Vespasiano em 71 e com Domiciano em 90. Sendo este  assassinado, a 18 de setembro de 96, o senado ao dia seguinte elegeu e aclamou um de seus membros, Nerva, imperador. Como novo monarca jurou restaurar os direitos que foram abolidos ou simplesmente obviados durante o reinado de Domiciano. Contudo, a sua administração esteve pontuada por problemas financeiros e pela sua falta de habilidade para tratar com as tropas. Uma rebelião da guarda pretoriana em 97 quase o forçou a adotar o popular Trajano como herdeiro e sucessor. Após o que aproximadamente foram dezoito meses de gestão, Nerva faleceu de morte natural a 27 de janeiro de 98. À sua morte foi sucedido pelo seu filho adotivo, Trajano.
Embora se desconheça grande parte da vida de Nerva, é considerado pelos historiadores antigos como um imperador sábio e moderado, interessado no bem-estar econômico, procurando reduzir as despesas do governo. Esta opinião foi confirmada pelos historiadores modernos, um dos quais, Edward Gibbon, chama Nerva e os seus quatro sucessores, os "cinco bons imperadores". A adoção de Trajano como herdeiro finalizou com a tradição dos anteriores imperadores, que nomeavam algum dos seus parentes como filho adotivo, caso não os sucedessem os seus próprios filhos.

## Juventude e ascenso ao poder

### Família
Marco Coceio Nerva nasceu em Narni, a cerca de 80 km a norte de Roma. Os seus pais foram Marco Coceio Nerva, cônsul sufecto em 40, e Sérgia Plaucila. Fontes antigas estimam a data do nascimento de Nerva entre 30 e 35. Assim como Vespasiano, fundador da dinastia flaviana, era um membro procedente mais da nobreza italiana que da aristocracia romana.
Os membros da sua família ostentaram altas dignidades, tanto durante a República quanto durante o Império Romano. O seu bisavô, também chamado Marco Coceio Nerva, foi designado cônsul em 36 a.C., e o seu avô, de mesmo nome, fazia parte do séquito do imperador Tibério na época do nascimento de Nerva e foi cônsul em 22. Nerva era aparentado com a dinastia júlio-claudiana por via materna, através do seu tio, Otávio Lenas, que se casara com Rubélia Bassa, bisneta de Tibério. Além disso, a sua irmã pôde ter sido casada com o irmão do imperador Otão, Ticiano, pelo qual também estava aparentado com um dos imperadores do "ano dos quatro imperadores".

### Carreira

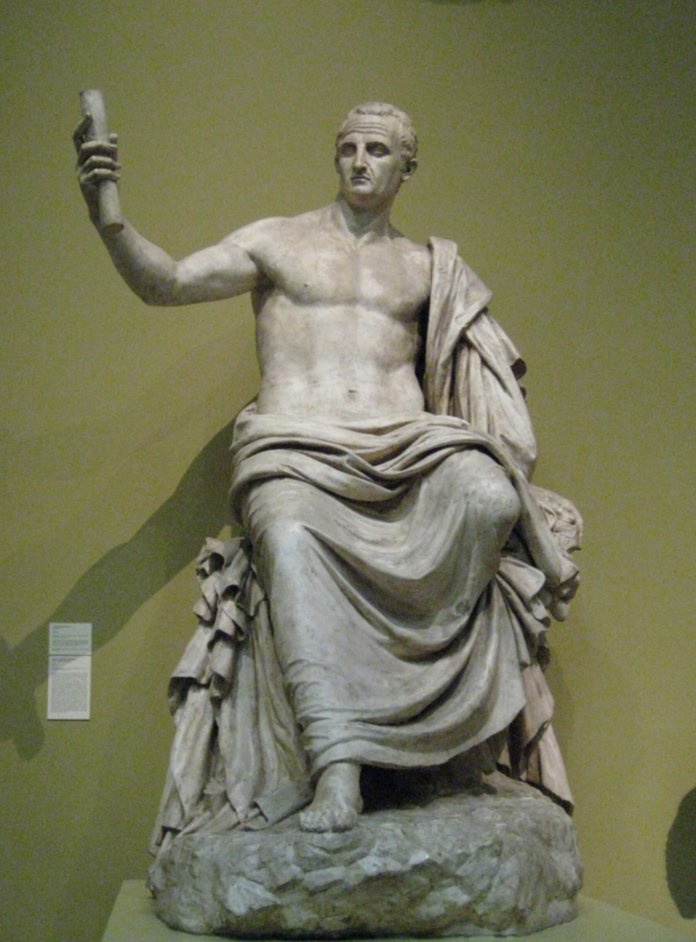
Estátua de Nerva como Júpiter, modelo no Museu Pushkin, baseado em original nos Museus Vaticanos

Pouco se conhece das origens da carreira pública de Nerva, embora aparentemente não seguisse as usuais carreiras administrativa ou militar. Segundo Tácito, Nerva foi eleito pretor em 65, sob o reinado de Nero. Durante o seu pretorado, desempenhou um papel muito importante ao revelar ao imperador a conspiração que estava decorrendo contra ele, dirigida por Caio Calpúrnio Pisão. Por isso recebeu honras triunfais e ergueram-se estátuas dele em palácio. Tanto Vespasiano quanto Nerva fizeram parte do séquito de Nero durante esta época, e aparentemente, Nerva cuidou do jovem Tito Flávio Domiciano quando o seu pai, Vespasiano, marchou a leste junto ao seu filho maior Tito para combater os rebeldes na primeira guerra judaico-romana.
Após a morte do imperador Nero em 68, Nerva manteve-se fiel aos "Flávios" durante a guerra civil que seguiu ao assassinato, conhecida como ano dos quatro imperadores, que assolou o Império durante o ano de 69. Durante este conflito, Roma experimentou uma rápida sucessão e queda de vários imperadores, Galba, Otão, Vitélio e finalmente Vespasiano. Nerva foi recompensado pela sua lealdade com o seu primeiro consulado em 71, e continuou os seus serviços durante os reinados dos filhos de Vespasiano, Tito Flávio Sabino Vespasiano (79 - 81) e Tito Flávio Domiciano (81 - 96). Na Primavera de 89, o governador da província de Germânia Superior, Lúcio Antônio Saturnino, encabeçou uma rebelião contra Domiciano no comando da Legio XIV Gemina e Legio XXI Rapax. Aparentemente, Nerva foi decisivo à hora de alertar o imperador desta conspiração, pelo qual foi recompensado com um segundo consulado em 90. Para Domiciano, esta revolta teve um horrível efeito nos momentos finais do seu reinado. Converteu-se numa pessoa totalmente paranoica, e o seu reinado numa espiral de terror.

## Imperador

### Ascensão

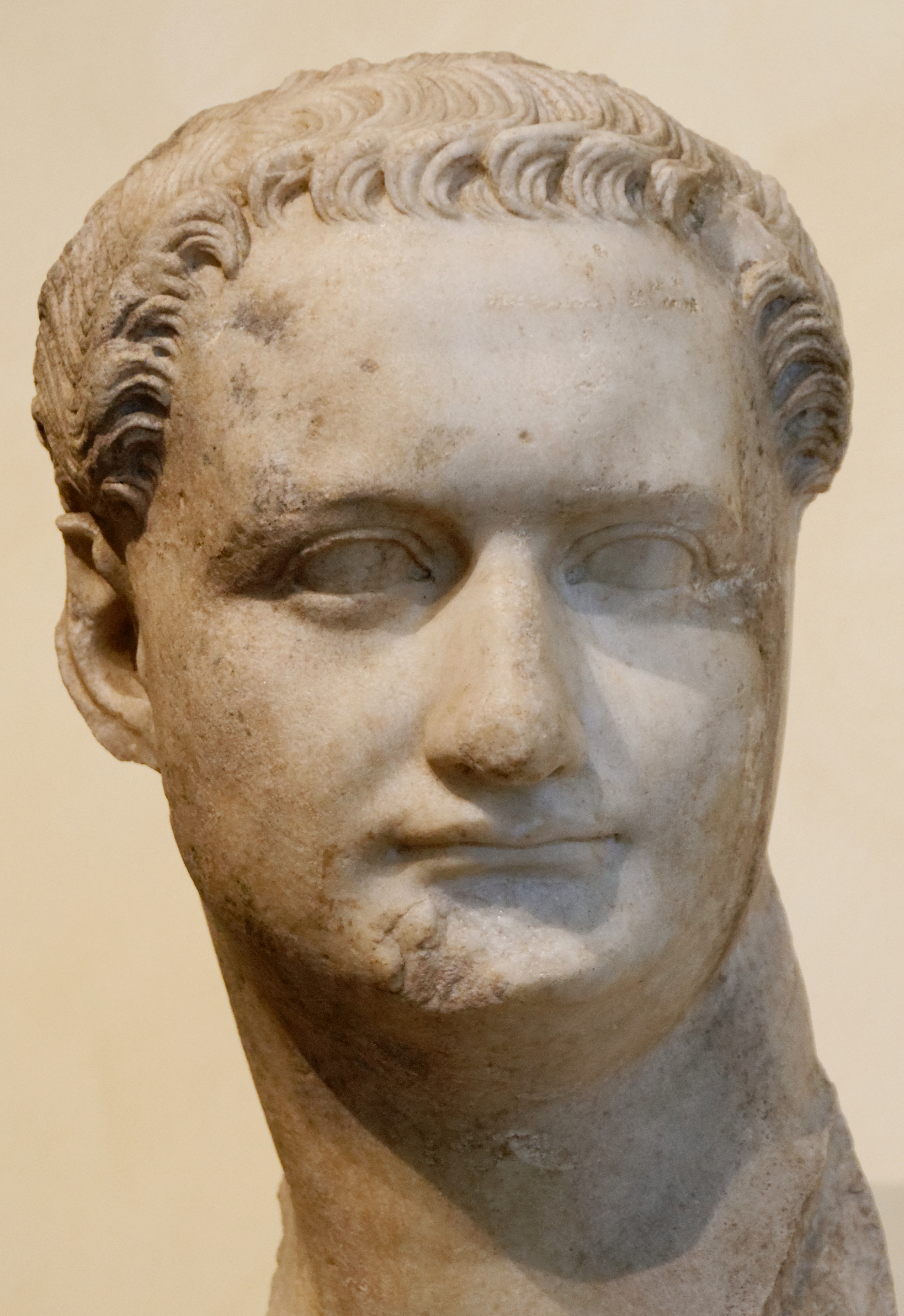
Busto de Domiciano, nos Museus Capitolinos

A 18 de setembro de 96, Domiciano foi assassinado, vítima de uma conspiração palaciana, na que participaram vários membros da guarda pretoriana e vários dos seus libertos. Aparentemente, esse mesmo dia Nerva foi proclamado imperador pelo senado. A forma em que chegou ao cargo é porém motivo de debate. Embora Nerva ostentasse altos cargos durante a sua carreira e fora um leal partidário da dinastia Flaviana, a maior parte da sua carreira é desconhecida e, portanto, eram escassas as suas possibilidades de aceder ao trono. Foi sugerido que Nerva teria participado na conspiração contra Domiciano, ou que pelo menos tivera conhecimento acerca dela. O historiador Dião Cássio escreveu que antes do assassinato os conspiradores debateram o assunto da sucessão com vários candidatos que consideravam viáveis. É possível que um deles fosse Nerva, não apenas pelas suas qualidades administrativas, mas também porque alegou que caíra recentemente sob suspeita de Domiciano, e que não tinha nada que perder se for acusado de participar do complô. Se bem que a sua participação na conspiração nunca foi comprovada, historiadores modernos teorizaram que Nerva foi proclamado imperador poucas horas depois do assassinato, unicamente por iniciativa do senado. Apesar de parecer um candidato pouco provável por motivo da sua idade e débil saúde, Nerva era considerado uma escolha segura, precisamente porque ser velho e sem filhos. Por outro lado, havia uma estreita conexão com a dinastia Flaviana e substancialmente com referência a uma grande parte da classe uma senatorial. Nerva fora testemunha do estado de anarquia no qual se sumira o Império a partir da morte de Nero em 69 e, portanto, para que não houvesse risco de revoltas ou desordens, aceitou a nomeação.
Após a ascensão de Nerva ao trono imperial, o senado aprovou um Damnatio memoriae para Domiciano: as suas moedas foram fundidas, as suas estátuas demolidas e o seu nome apagado de todas as estruturas públicas. O Palácio de Domiciano foi rebatizado com o nome de "A Casa do povo" e o próprio Nerva estabeleceu-se na antiga residência de Vespasiano, os Jardins de Salústio.

### Administração

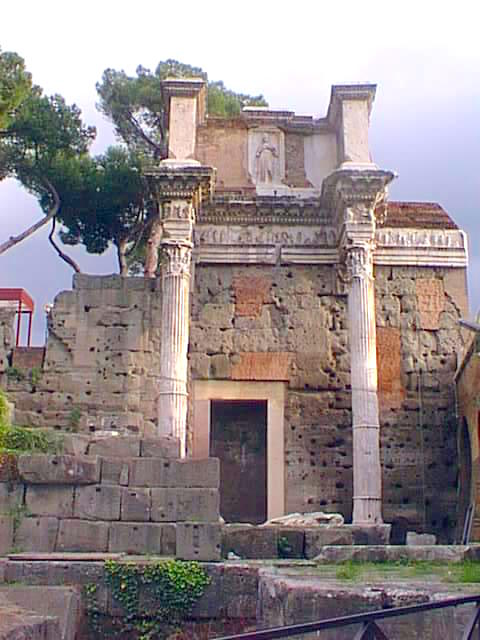
Parte do Fórum de Nerva.

A mudança de imperador foi um alívio para o senado, cujos senadores sofreram muito sob o regime de terror de Domiciano. Como gesto de boa vontade para os seus partidários, Nerva jurou publicamente que as perseguições de senadores terminariam enquanto ele estivesse no cargo. Cessaram os juízos por traição, libertou muitos senadores que foram encarcerados e concedeu a anistia a muitos dos exilados sob o reinado de Vespasiano. As propriedades confiscadas foram restituídas para as respectivas famílias. Contudo, Nerva dependeu em grande medido de amigos e assessores e de manter relações amigáveis com a facção senatorial em favor de Domiciano.
Tendo sido proclamado imperador exclusivamente por iniciativa do senado, Nerva iniciou uma série de medidas com o fim de obter apoio entre a população romana. Como era costume, um câmbio de imperador levava consigo um generoso pagamento para o povo e o exército. Em consequência, concedeu aos cidadãos 75 denários por cabeça, ao tempo que os soldados da guarda pretoriana receberam um donativum de cerca de 5 mil denários por pessoa. Isto foi seguido por uma série de reformas econômicas com a intenção de aliviar a carga de impostos dos romanos mais precisados. Para os mais pobres, Nerva concedeu créditos, por valor da terra, de até 60 milhões de sestércios. Legislou isenções para os pais e filhos de 5%  do imposto sobre a herança, e realizou empréstimos aos proprietários de terras italianos na condição de o pagamento do interesse de 5%  ser destinado às famílias mais precisadas dos municípios. Estas reformas experimentaram uma continuidade durante os reinados de Trajano, Antonino Pio e Marco Aurélio. Por outro lado, alguns impostos foram anulados e outorgados privilégios fiscais às províncias.
Em pouco tempo, as despesas realizadas por Nerva tornaram-se uma grande carga para o tesouro. Nerva ordenou a formação de uma comissão especial para reduzir drasticamente as despesas. A maioria das despesas supérfluas foram suprimidas, incluindo os sacrifícios religiosos, os jogos e as carreiras de cavalos. Enquanto, Nerva estimulou a economia a partir da renda procedentes da leilão das propriedades de Domiciano. Também foi obtido dinheiro da fundição das estátuas de ouro e prata de Domiciano. Nerva proibiu realizar estátuas desse material da sua pessoa.
Devido a que reinou brevemente, os projetos arquitetônicos de Nerva foram escassos, embora abrangessem o término de várias obras iniciadas sob o reinado da "dinastia Flaviana". Os seus trabalhos incluíram extensas reparações da rede de estradas e aquedutos. O único projeto arquitetônico importante de Nerva foi um celeiro, conhecido como os Hórreos de Nerva (em latim: Horrea Nervae), e um pequeno fórum imperial que fora iniciado por Domiciano.

### Crise de sucessão

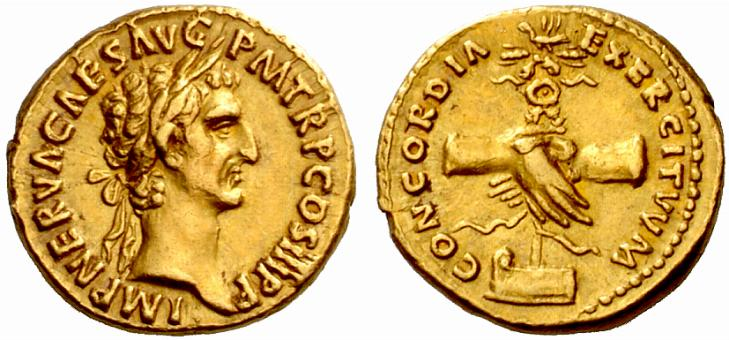
Áureo emitido por Nerva.

Apesar das medidas de Nerva para continuar sendo popular no senado e o povo romano, o apoio a Domiciano seguia firme pelo exército, que pedira a sua deificação imediatamente depois do assassinato. Numa tentativa por pacificar aos soldados da guarda pretoriana, Nerva expulsou o seu prefeito, Tito Petrônio Segundo - um dos principais conspiradores contra Domiciano- e substituiu-o por um ex comandante, Caspério Eliano. Assim mesmo, com o generoso donativum outorgado aos soldados após a sua entronização, aguardou a que a calma voltasse. Contudo, os pretorianos consideraram estas medidas insuficientes, e exigiram a execução dos assassinos de Domiciano, o qual o prudente Nerva recusou. Todos estes fatores conduziram à crise mais grave do reinado de Nerva.
Embora a rápida transferência do poder após a morte de Domiciano tenha impedido uma guerra civil, a posição de Nerva como imperador pronto se tornou vulnerável demais, e a sua natureza benevolente converteu-se numa dificuldade para impor a sua autoridade. Após a sua ascensão ao trono, ordenara o fim dos juízos por traição, mas ao mesmo tempo não foi permitido o ajuizamento dos informantes do senado. Esta medida levou o caos, com todo o mundo agindo no seu próprio interesse ao tempo que tratava de ajustar contas com os seus inimigos pessoais, levando o cônsul Frontão a realizar a observação de que "é mau ter um imperador que não permite fazer nada, mas é pior ter um cuja regência roça a permissibilidade total". Em princípios de 97, uma conspiração encabeçada pelo senador Calpúrnio Crasso fracassou, mas uma vez mais Nerva recusou assassinar os conspiradores, em grande parte devido à desaprovação do senado.
A situação agravou-se ainda mais pela falta de um claro sucessor, urgente por causa da velhice e da doença de Nerva. Não teve filhos e somente parentes afastados, inadequados para os cargos políticos. Um sucessor teria de ser eleito dentre os governadores ou os generais do Império e parece que em 97, Nerva estava considerando a possibilidade de adotar Públio Cornélio Nigrino, o poderoso governador da Síria. Isto recebeu uma dura oposição por parte dos partidários do comandante militar mais popular do Império, Marco Úlpio Trajano, mais habitualmente conhecido como Trajano, general dos exércitos de Germânia.
Em outubro de 97, a retesa situação chegou a um ponto crítico quando a Guarda Pretoriana, dirigida por Caspério Eliano, sitiou o Palácio Imperial, tomando Nerva como refém. Este viu-se obrigado a submeter-se às suas exigências, entre as quais estavam entregar os assassinos de Domiciano e até mesmo realizar um discurso apoiando-os. Tito Petrônio Segundo e Partênio, os assassinos de Domiciano, foram mortos de imediato. Nerva saiu ileso desta situação, mas a sua autoridade sofreu um duríssimo golpe sem possibilidade de se recuperar. Nerva deu-se conta de que a sua posição já não era sustentável sem o apoio de um herdeiro que tivesse a aprovação do exército e do povo. Pouco depois foi anunciada a adoção de Trajano como sucessor. O título de césar foi outorgado oficialmente a Trajano,  e este compartilhou o consulado com Nerva em 98:
| “ | Assim, Trajano tornou-se César. Pois Nerva não estimava a relação familiar acima da segurança do Estado, nem era menos disposto a adotar Trajano, pela condição deste último ser hispânico em lugar de italiano ou itálico, devido a que nenhum estrangeiro ostentara nunca a soberania romana; mas Nerva procurava um homem pela sua capacidade, e não pela sua nacionalidade. | ” |

Diferente da opinião popular que aqui dá Dião Cássio, Nerva, de fato, tinha poucas opções enquanto ao seu sucessor. Frente a uma crise importante, que precisava desesperadamente o apoio de um homem que pudesse restaurar a sua danificada reputação, o único candidato com a suficiente experiência militar, ascendência consular e conexões necessárias para o posto era Trajano.

## Morte e legado

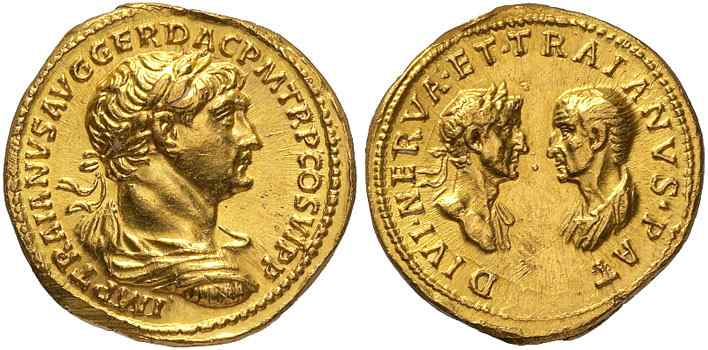
Moeda de Trajano e Nerva durante o reinado do primeiro.

A 1 de janeiro de 98, no começo do seu quarto consulado, Nerva sofreu um ataque cerebrovascular durante uma audiência privada. Pouco depois, foi vítima de umas febres e faleceu na sua casa, nos Jardins de Salústio, a 27 de janeiro. À sua morte, Nerva foi deificado pelo senado, e as suas cinzas repousaram no Mausoléu de Augusto. Nerva foi sucedido sem incidentes pelo seu filho adotivo Trajano, que foi recebido com entusiasmo pelo povo romano. Segundo Plínio, o Jovem, Trajano dedicou um templo em honra de Nerva, mas não se encontraram vestígios estruturais, nem também não moedas comemorativas de Nerva Deificado, publicado dez anos depois da sua morte. Segundo Dião Cássio, porém, o prefeito da guarda pretoriana responsável pela sublevação contra Nerva, Caspério Eliano, foi despedido depois da subida ao trono de Trajano.

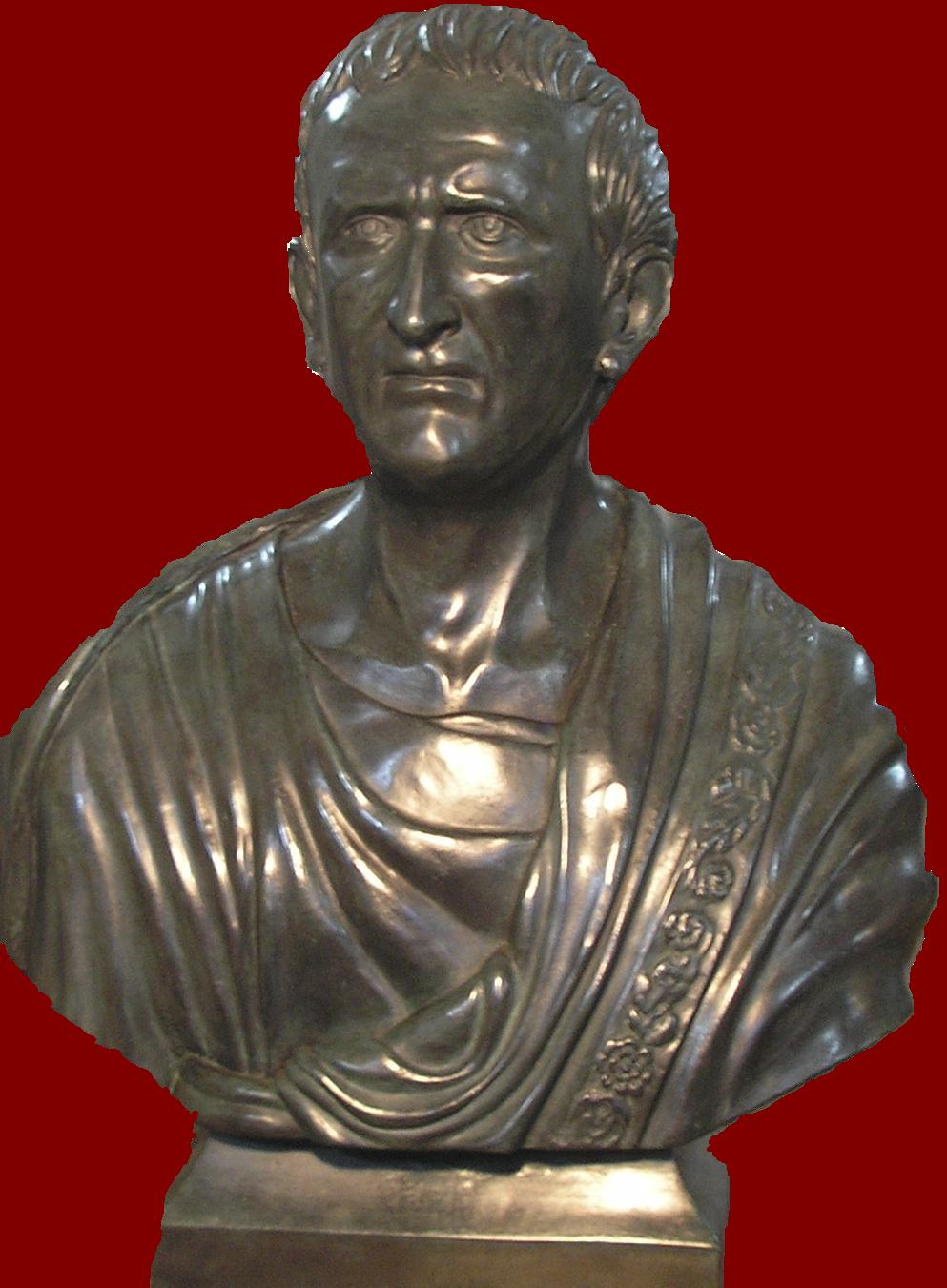
Busto de Nerva, em Narni, Itália.

Devido à falta de fontes escritas deste período, grande parte da vida de Nerva permaneceu na obscuridade. A mais importante que sobreviveu foi escrita pelo historiador do século II Dião Cássio. A sua História Romana, estende-se por quase um milênio, da chegada de Eneias à península Itálica até 229. Outros pormenores uniram-se por uma breve biografia do Resumen de Caesaribus, uma obra que se acredita foi escrita pelo historiador do século III Aurélio Víctor. Aparentemente, Tácito escreveu um resumo mais amplo acerca do reinado de Nerva. As Histórias são uma composição da história de Roma que abrange três décadas, do suicídio de Nero em 68 até a morte de Domiciano em 96. Infelizmente, apenas sobreviveram os primeiros cinco livros que relatam o ano dos quatro imperadores. Na introdução da sua biografia de Cneu Júlio Agrícola, Tácito fala muito bem de Nerva, descreve o seu reinado como "o amanhecer de uma idade mais feliz, pois Nerva misturou finalmente termos irreconciliáveis, a soberania e a liberdade".

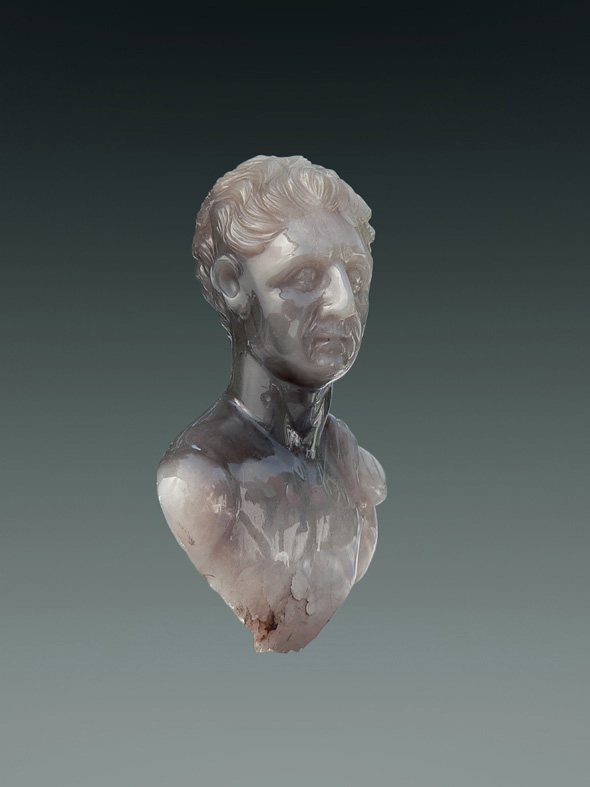
busto de Nerva da colecção privada.

As histórias sobreviventes falam também de maneira positiva acerca do reinado de Nerva. Tanto Dião Cássio quanto Aurélio Víctor destacam a sua sabedoria e moderação, elogiando ter eleito Trajano como o seu herdeiro. Estas opiniões foram apoiadas por Edward Gibbon na sua obra História do Declínio e Queda do Império Romano.
A história moderna avaliou a opinião de Nerva ser um governador bem-intencionado, mas débil e ineficaz no seu governo, o que levou o Império para o início de uma importante crise. A sublevação de Caspério Eliano nunca visou a ser um golpe de estado, mas um modo de pressionar o imperador. A adoção de Trajano ampliou a sua base de poder.